# Chilon ze Sparty

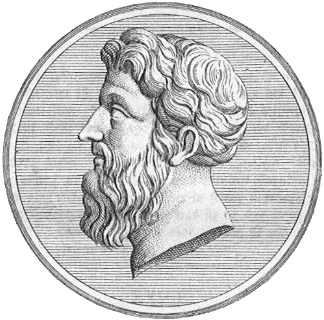
Chilon ze Sparty.

Chilon ze Sparty (stgr. Χίλων) – grecki filozof żyjący w VI stuleciu p.n.e. Był jednym z Siedmiu mędrców. Pochodził ze Sparty. Wspominany jako sophos już przez Kritiasa. Chilonowi przypisuje się słynne zdanie "Poznaj samego siebie" ("γνῶθι σεαυτὸν"). Legenda mówi, że zmarł w trakcie składania gratulacji swemu synowi za zwycięstwo w boksie podczas olimpijskich igrzysk.